# ناجي سعد
ناجي سعد هو ممثل مصري بدأ مسيرته الفنية في أواخر السبعينات وشارك في أكثر من 200 عمل فني بين السينما والمسرح والتلفزيون وشارك في فرقة محمد صبحي، وشارك في أغلب أعماله. بدأ مشواره الفني عام 1979 حيث شارك في مسلسل لا يا ابنتي العزيزة.

## أعماله

### مسرحيات
- 1977:مولود في الوقت الضائع
- 1980:مع خالص تحياتي
- 1981:إنت حر
- 1984:يوم عاصف جدا
- 1984:والسيدة حرمه (سيدة الحوش)
- 1985:الهمجي
- 1985:المهزوز
- 1985:السنيورة تكسب
- 1994:الثعلب في الملعب
- 1995:حمري جمري
- 1995:المشاكس
- 1996:واحد لمون والتاني مجنون
- 1996:جنون البشر
- 1998:الواد ويكا بتاع أمريكا
- 2010:سكر هانم

### أفلام
- 1980:لا تظلموا النساء
- 1985:مأساة الدكتور سلامة
- 1985:علي بيه مظهر و40 حرامي
- 1985:تحت السطح الهادي
- 1985:الجريح
- 1986:محامي تحت التمرين
- 1986:بئر الاوهام
- 1988:السجينتان
- 1989:المغتصبون
- 1990:مغامرات رشا
- 1990:كباب ولكن
- 1990:فتاة المافيا
- 1990:الشيطانة
- 1991:يا مهلبية يا
- 1991:الدكتورة منال ترقص
- 1992:آي آي
- 1992:آه .. وآه من شربات
- 1992:الإرهاب والكباب
- 1993:أرض الأحلام
- 1994:هدى ومعالي الوزير
- 1996:بخيت وعديلة 2: الجردل والكنكة
- 1996:النوم في العسل
- 1996:المرأة والساطور
- 2000:يمين طلاق
- 2000:شجيع السيما
- 2001:زكية زكريا في البرلمان
- 2001:إتفرج يا سلام
- 2002:القديسة رفقة
- 2003:قصاقيص العشاق
- 2003:المشخصاتي
- 2004:شبر ونص
- 2008:حسن ومرقص
- 2009:أم النور
- 2009:الديكتاتور
- 2011:صرخة نملة
- 2014:نسر البرية
- 2023:اتنين للإيجار

### مسلسلات
- 1979:لا يا ابنتي العزيزة
- 1984:رحلة المليون
- 1984:أخو البنات
- 1985:حلم رجل بسيط / البديل
- 1986:عطشان يا صبايا
- 1986:رحلة السيد أبو العلا البشري
- 1987:لا إله إلا الله ج3
- 1988:أشواقي بلا حدود
- 1989:ناس وناس ج1
- 1989:دعوة للحياة
- 1990:عشاق لا يعرفون الحب
- 1990:زغلول يلمظ شقوب
- 1990:إسطبل عنتر
- 1991:ضمير أبلة حكمت
- 1991:شموع لا تنطفئ
- 1992:مبروك ألف مبروك
- 1993:المتزوجون في التاريخ
- 1993:أبناء ولكن
- 1994:بوابة المتولي
- 1995:شيء في صدري
- 1996:لقمة القاضي
- 1996:حكايات مستر أيوب ومسز عنايات
- 1996:ترويض الشرسة
- 1997:عوضين وإمبراطورية عين
- 1997:زواج بدون إزعاج
- 1997:الحلو ما يكملش
- 1997:أبناء دهشان
- 1998:يوميات ونيس ج5
- 1998:العيش والملح
- 1999:شيكورونة
- 1999:حلم ولا علم
- 1999:حلم العمر كله
- 1999:البرج اللي فاضل
- 1999:الاعصار
- 1999:أسعد زوج في العالم
- 2000:قط وفار فايف ستار
- 2000:حارة الطبلاوي
- 2000:بيت العلالي
- 2001:وتاهت بعد العمر الطويل
- 2001:محامي كعب داير
- 2001:قسمتي ونصيبي
- 2001:صنايع صنايع
- 2001:إحنا نروح القسم
- 2002:يحيا العدل
- 2002:مارينا مارينا
- 2002:ديدي ودوللي
- 2002:جائزة نوفل
- 2002:بين شطين ومية
- 2002:انظر حولك وابتسم
- 2002:آلو .. رابع مرة
- 2003:للسعداء فقط
- 2003:رحلة العمر
- 2003:تحت الريح
- 2003:بياع المواويل
- 2004:حدث في الهرم
- 2004:أوراق مصرية ج3
- 2004:المعمورة
- 2005:ينابيع العشق
- 2005:من غير ميعاد
- 2005:مبروك جالك قلق
- 2005:لما يعدي النهار
- 2005:طعمية بالكافيار
- 2005:أنا وهؤلاء
- 2005:ألف ليلة وليلة: سالم وغانم
- 2006:معكم على الهواء هايم عبدالدايم
- 2006:مطعم تشي توتو (المطعم)
- 2006:كشكول لكل مواطن
- 2006:علماء على طاولة الشطرنج
- 2006:شخلول
- 2006:سوق الخضار
- 2006:سكة الهلالي
- 2006:دائرة الاشتباه
- 2006:حياتي أنت
- 2006:السندريلا
- 2006:الحب بعد المداولة
- 2006:أذكى غبي في العالم
- 2006: 30 شارع مصطفى حسين
- 2007:حق مشروع
- 2007:حاسبوا منه
- 2007:توتو وبيجامة الجزء الثاني
- 2007:تامر وشوقية ج2
- 2007:بيني وبينك ج1
- 2007:أولاد الليل
- 2007:إمرأة في شق الثعبان
- 2007:الملك فاروق
- 2008:كافيه تشينو
- 2008:طيارة ورق
- 2008:شرف فتح الباب
- 2008:راسين في الحلال
- 2008:العيادة ج1
- 2009:راجل وست ستات ج4
- 2009:حكايات البنات
- 2009:حدف بحر
- 2009:العيادة ج2
- 2009:العمدة هانم
- 2009:إسماعيل يس (أبو ضحكة جنان)
- 2010:ملكة في المنفى
- 2010:قضية صفية
- 2010:عايزة أتجوز
- 2010:سنوات الحب والملح
- 2010:راجل وست ستات ج6
- 2010:جوز ماما ج1
- 2010:القطة العميا
- 2010:العتبة الحمرا
- 2011:مسألة كرامة
- 2011:راجل وست ستات ج8
- 2012:ربيع الغضب
- 2012:ابن موت
- 2012:ابن النظام
- 2013:الوهم
- 2015:ساحرة الجنوب
- 2015:حق ميت
- 2015:أنا وبابا وماما ج2
- 2016:ونوس
- 2016:ساحرة الجنوب ج2
- 2016:ابو العريف
- 2018:قانون عمر
- 2018:عوالم خفية
- 2019:حواديت الشانزليزيه
- 2019:البرنسيسة بيسة
- 2019:أبو جبل
- 2021:نجيب زاهي زركش
- 2021:لعبة نيوتن
- 2022:نقل عام
- 2022:ملف سري
- 2022:الضاحك الباكي
- 2022:الاختيار 3: القرار

## وصلات خارجية
- ناجي سعد على موقع الدهليز
- ناجي سعد على موقع قاعدة بيانات الأفلام العربية
- ناجي سعد على موقع قاعدة بيانات الفيلم (الإنجليزية)
- ناجي سعد على موقع ليتربوكسد (الإنجليزية)